# ويلنغتون (فلوريدا)
ويلنغتون (بالإنجليزية: Wellington, Florida)‏ هي قرية تقع في الولايات المتحدة في مقاطعة بالم بيتش. يقدر عدد سكانها بـ 55,584 نسمة ومساحتها 116.63 كم2 ووترتفع عن سطح البحر 5 متر.